# Ciclisme en ruta als Jocs Europeus de 2015
Les proves de Ciclisme en ruta als Jocs Europeus de 2015 es duran a terme entre el 18 i el 21 de juny.

## Classificació
Per aconseguir una plaça en les proves se segueixen els barems de les taules i de la posició en el ranquing de nacions de l'UCI.

### Ruta masculina
| Motiu de classificació       | Rànquing del país | Atletes per CON | Classificat |
| ---------------------------- | ----------------- | --------------- | --- |
| País Organitzador            | N/D               | 3               | Azerbaidjan |
| Rànquing de Nacions de l'UCI | 1–10              | 5               | Itàlia · Bèlgica · França · Espanya · Països Baixos · Rússia · Regne Unit · Polònia · Ucraïna · Eslovènia · Dinamarca |
| Rànquing de Nacions de l'UCI | 11–20             | 4               | Àustria · Txèquia · Alemanya · Noruega · Portugal · Suïssa · Romania · Estònia · Irlanda                              |
| Rànquing de Nacions de l'UCI | 21–30             | 3               | Letònia · Croàcia · Luxemburg · Suècia · Grècia · Moldàvia · Turquia · Eslovàquia · Belarús · Lituània                |
| Rànquing de Nacions de l'UCI | 31–36             | 2               | Bulgària · Sèrbia · Hongria · Albània · Geòrgia · Israel                                                              |
| Rànquing de Nacions de l'UCI | 37–40             | 1               | Finlàndia · Bòsnia i Hercegovina                                                                                      |
| Places Universals            | 7 CONs            | 1               | Andorra · Kosovo · Malta · Mònaco                                                                                     |
| Total                        |                   | 139             | |

### Ruta femenina
| Motiu de classificació       | Rànquing del país | Atletes per CON | Classificat                                                                                               |
| ---------------------------- | ----------------- | --------------- | --- |
| País Organitzador            | N/D               | 2               | Azerbaidjan                                                                                               |
| Rànquing de Nacions de l'UCI | 1–5               | 5               | Països Baixos · Itàlia · Alemanya · Regne Unit · Suècia                                                   |
| Rànquing de Nacions de l'UCI | 6–10              | 4               | França · Bèlgica · Rússia · Belarús · Polònia                                                             |
| Rànquing de Nacions de l'UCI | 11–20             | 2               | Ucraïna · Noruega · Suïssa · Luxemburg · Finlàndia · Àustria · Txèquia · Lituània · Dinamarca · Eslovènia |
| Rànquing de Nacions de l'UCI | 21–26             | 1               | Espanya · Croàcia · Grècia · Hongria · Turquia · Israel                                                   |
| Places Universals            | 3 CONs            | 1               | Bòsnia i Hercegovina · Malta · Eslovàquia                                                                 |
| Total                        |                   | 70              | |

### Contrarellotge masculina
| Motiu de classificació       | Rànquing del país | Atletes per CON | Classificat |
| ---------------------------- | ----------------- | --------------- | --- |
| País Organitzador            | N/D               | 2               | Azerbaidjan |
| Rànquing de Nacions de l'UCI | 1–15              | 2               | Itàlia · Bèlgica · França · Espanya · Països Baixos · Rússia · Polònia · Ucraïna · Eslovènia · Dinamarca · Àustria · Txèquia · Alemanya · Noruega · Portugal · Regne Unit |
| Rànquing de Nacions de l'UCI | 16–30             | 1               | Suïssa · Romania · Estònia · Irlanda · Letònia · Croàcia · Luxemburg · Suècia · Grècia · Moldàvia · Turquia · Eslovàquia · Belarús · Lituània                             |
| Total                        |                   |                 | 45 |

### Contrarellotge femenina
| Motiu de classificació       | Rànquing del país | Atletes per CON | Classificat                                                                                               |
| ---------------------------- | ----------------- | --------------- | --- |
| País Organitzador            | N/D               | 2               | Azerbaidjan                                                                                               |
| Rànquing de Nacions de l'UCI | 1–10              | 2               | Països Baixos · Itàlia · Alemanya · Regne Unit · Suècia · França · Bèlgica · Rússia · Belarús · Polònia   |
| Rànquing de Nacions de l'UCI | 11–20             | 1               | Ucraïna · Noruega · Suïssa · Luxemburg · Finlàndia · Àustria · Txèquia · Lituània · Dinamarca · Eslovènia |
| Total                        |                   | 30              | |

## Medallistes
| Event                    | Or                             | Plata                          | Bronze                               |
| Ciclisme en Ruta Masculí | Espanya · Luis León Sánchez    | Ucraïna · Andrí Hrivko         | Txèquia · Petr Vakoč                 |
| Ciclisme en Ruta Femení  | Belarús · Alena Amialiusik     | Polònia · Katarzyna Niewiadoma | Països Baixos · Anna van der Breggen |
| Contrarrelotge Masculí   | Belarús · Vassil Kirienka      | Països Baixos · Stef Clement   | Espanya · Luis León Sánchez          |
| Contrarrelotge Femení    | Països Baixos · Ellen van Dijk | Ucraïna · Hanna Solovei        | Països Baixos · Annemiek van Vleuten |